# Vuélveme a querer
Vuélveme a querer é uma telenovela mexicana produzida e exibida pela Azteca entre 9 de fevereiro e 21 de agosto de 2009
Foi protagonizada por Mariana Torres e Jorge Alberti e antagonizada por Omar Fierro, Anna Ciocchetti, José Luis Franco e Cecilia Ponce. 

## Sinopse
Ricardo Robles é um jovem que procura desesperadamente o assassino de seu pai, até que ele conhece Mariana Montesinos, a filha do empresário de sucesso, Samuel Montesinos e sua esposa Lorenza Acosta. Pouco depois de Ricardo descobrir que o pai de Mariana é o verdadeiro assassino de seu pai, ele faz um plano para se vingar do senhor Montesinos, tirando-lhe as empresas e apaixonando Mariana. O problema é que ela tem um namorado cruel e ganancioso chamado Víctor Acevedo, que é sócio de Samuel, além de Corina Nieto que quer impedir que seu namorado esteja com Mariana. Para isso, conta com a ajuda de seu pai, Jesús Nieto.
Além disso, Lorenza tem que esconder sua irmã, Liliana Acosta, com a ajuda de um homem chamado Aurélio para que todos acreditem que ela está morta, pois ela é a verdadeira mãe de Mariana. Mas com a ajuda de Ricardo, que já sabe que seu pai vai se casar com ela,a ajudará a ter sua filha de volta.
Ricardo se casa com Mariana e a leva de lua de mel para Acapulco. Ali, Ricardo briga com sua irmã Tamara, que está envolvido com Victor, o ex-namorado de Mariana. Naquela noite, vencidos pela paixão consumam seu amor e no outro dia estão muito felizes em um iate. Mariana desce para atender o telefone e seu pai, que respondeu Ricardo confunde as coisas e acredita Mariana o estava usando. Ele começa a maltratá-la e retornam  a Monterrey. Ricardo quer se divorciar, mas seu celibatário diz primeiro você tem que saber se Mariana não estava grávida. Ricardo está localizado na Cidade do México, quando ele recebe a notícia de que Mariana está grávida não quer saber mais sobre ele de modo que deixa o departamento e folhas. Samuel tomou tudo dele e Ricardo Mariana para que o motorista de táxi começa a trabalhar. Ele estava no táxi e por acaso descobre que Mariana está prestes a dar à luz e parar o táxi que administra e leva ao Hospital que vai ter o seu bebé. Mariana tem que sair e deixar a criança confiada com um de seus alunos que depois de avisos, enquanto que a criança estava doente na época chega Corina e leva a criança ao hospital.
Corina acusa Mariana de ser irresponsável e consegue que lhe tirem a criança. Mariana terá que lutar por seu filho e embora ela negue, ainda ama Ricardo, mas também o odeia por tê-la usado. Ricardo por não suportar o desprezo de Mariana, decide lhe devolver a criança. Mas o que não se sabe é que Corina subornou o juiz para que não devolva a custódia a Mariana. Apesar da decisão do juiz. Ricardo retorna a criança a Mariana. Mariana agradece a Ricardo por ter retornado a seu filho.

## Elenco
- Mariana Torres - Mariana Montesinos Acosta
- Jorge Alberti - Ricardo Robles
- Omar Fierro - Samuel Montesinos
- Anna Ciocchetti - Lorenza Acosta
- Cecilia Ponce - Corina Nieto
- José Luis Franco - Víctor Acevedo
- Omar Germenos - Ignacio Reyes
- Sonya Smith - Liliana Acosta
- Mayra Rojas - Carmela Mejía
- Ramiro Fumazoni - Julio Peña
- Mariana Beyer - Rubí Peña
- Emiliano Fernández - Memito Moreno
- René Gatica - Elías Tamayo
- Liz Gallardo - Nora Mejía
- Manuel Balbi - Rafael Mejía
- Carmen Delgado - Rosa María
- Angélica Magaña - Tamara Robles
- Fernando Sarfatti - Jesús Nieto
- Eva Prado - Ángela
- Estela Calderón - Claudia Villegas
- Ximena Muñoz - Estela Ramírez
- Luis Miguel Lombana - Héctor Robles
- Dora Cordero - Dolores de Mejía
- Eñoc Leaño - Rigoberto Mejía
- Alan Chávez - Enrique Mejía
- Sylvia Sáenz - Isabel Mejía
- Martha Mariana Castro - Irene Robles
- Jorge Luis Vázquez - José Manuel Robles
- Heriberto Méndez - Santiago Muñiz
- Ramón Medina - Arturo
- Ramiro Huerta - Roldán
- Roberto Montiel - Aurelio
- Adriana Parra - Gregoria
- Héctor Silva - Pedro
- Maria Hiromi - Berta
- Tatiana Martínez - Magali Márquez
- Carlos Torrestorija - Alfredo Peña
- Alexandra Vicencio
- Julieta Rosen- Valeria
- Rosario Zúñiga - Leticia
- Victor Luis Zuñiga - Ned